# إيفون بيري
إيفون بيري (بالإنجليزية: Yvonne Perry)‏ هي ممثلة أمريكية، ولدت في 23 أكتوبر 1966.

## وصلات خارجية
- إيفون بيري على موقع IMDb (الإنجليزية)
- إيفون بيري على موقع قاعدة بيانات الفيلم (الإنجليزية)